# Trường Trung học phổ thông chuyên, Trường Đại học Sư phạm Hà Nội
Trường Trung học phổ thông chuyên, Đại học Sư phạm Hà Nội (tiếng Anh: HNUE High School for Gifted Students), tiền thân là Khối Trung học phổ thông chuyên Toán–Tin của Trường Đại học Sư phạm Hà Nội, thường gọi là Chuyên Sư phạm, là một trường chuyên công lập trực thuộc Trường Đại học Sư phạm Hà Nội. Đây là một trong số bốn trường trung học phổ thông chuyên trên địa bàn thành phố Hà Nội, Việt Nam không trực thuộc của Sở Giáo dục và Đào tạo Hà Nội (ba trường còn lại là Trường Trung học phổ thông chuyên Khoa học Tự nhiên trực thuộc trường Đại học Khoa học Tự nhiên, Đại học Quốc gia Hà Nội, trường Trung học phổ thông chuyên Khoa học Xã hội và Nhân văn trực thuộc Đại học Khoa học Xã hội và Nhân văn, Đại học Quốc gia Hà Nội, và Trường Trung học phổ thông chuyên Ngoại ngữ trực thuộc Đại học Ngoại ngữ, Đại học Quốc gia Hà Nội).
Trường được biết đến vì kỳ thi đầu vào cạnh tranh nhất Việt Nam, thành tích cao tại các kỳ thi Olympic Khoa học Quốc tế và lực lượng cựu học sinh thành công trong nhiều lĩnh vực tại Việt Nam và nước ngoài.
Chuyên Sư phạm được thành lập vào năm 1966 bởi quyết định của Thủ tướng Phạm Văn Đồng với tư cách là cơ sở đào tạo cấp quốc gia cho các học sinh có năng khiếu đặc biệt về toán học. Sau một số đợt mở rộng quy mô, trường hiện là cơ sở đào tạo dành cho các học sinh có năng khiếu về nhiều lĩnh vực khoa học tự nhiên, kỹ thuật và khoa học xã hội. 
Đóng tại địa bàn thành phố Hà Nội nhưng Chuyên Sư Phạm tuyển sinh trên cả nước. Kỳ thi tuyển sinh đầu vào của Chuyên Sư Phạm có tỷ lệ nhận học năm 2022 là 5.5% (1 chọi 18), và ở một số lớp chuyên là 3% (1 chọi 32). Đây cũng là tỷ lệ cạnh tranh đầu vào cao nhất tại Việt Nam cho 1 trường trung học phổ thông. Do mức độ cạnh tranh đầu vào rất cao này, một số cơ quan báo chí, truyền thông gọi chuyên Sư phạm là trường trung học phổ thông "hot nhất Hà Nội".
Do tuyển sinh trên cả nước, khoảng một nửa học sinh của trường sinh ra và học hết cấp 2 ngoài Hà Nội, và nhiều trong số đó là các bạn học sinh dân tộc thiểu số có năng lực xuất sắc. Khác với các trường chuyên thuộc đại học khác thường bị thiên lệch về nam hoặc nữ, tỷ lệ nam/nữ trong học sinh Chuyên Sư Phạm khá cân bằng do có đầy đủ các lớp khoa học tự nhiên và xã hội. Trường cũng có hơn 20 câu lạc bộ do học sinh điều hành từ báo chí, lịch sử cho tới nghiên cứu chế tạo rô-bốt, cho phép học sinh theo đuổi đam mê của mình.
Hàng năm, trường nằm trong tốp 5 toàn quốc về điểm trung bình trong kì thi tốt nghiệp trung học phổ thông của Bộ Giáo dục và Đào tạo Việt Nam. Trường có thành tích tham dự các kì thi Toán học Quốc tế (IMO) đứng thứ hai tại Việt Nam, chỉ sau Trường THPT Chuyên Khoa học Tự nhiên, và là một trong những trường trung học phổ thông Việt Nam có thành tích cao nhất trong các kì thi danh giá Olympic Khoa học Quốc tế, Olympic Khoa học Châu Á Thái Bình Dương, Hội thi Khoa học và Kỹ thuật Quốc tế Intel với gần 100 huy chương các loại. Học sinh của trường nằm trong diện ưu tiên xét tuyển hoặc tuyển thẳng của gần 100 trường đại học danh tiếng trên thế giới. 
Tới năm 2022, trường có gần 10,000 cựu học sinh bao gồm các lãnh đạo chủ chốt tại Bộ ngoại giao Việt Nam, Bộ Thông tin và Truyền thông Việt Nam, Đại học Quốc gia Thành phố Hồ Chí Minh, Đại học Y Hà Nội, Viện Hàn lâm Khoa học Việt Nam; các nhà nghiên cứu và giáo sư tại Đại học Oxford, MIT, Đại học Stanford, NASA, Viện Toán học (Việt Nam), Đại học Quốc gia Singapore, Đại học Sorbonne, Microsoft, Google; các lãnh đạo doanh nghiệp tại Tập đoàn Viettel, McKinsey & Company, Sabeco, Tập đoàn FPT, Ngân hàng Quốc tế VIB Bank; nhà sáng lập của TopCV, Bkav (công ty), Gemadept, Rikkeisoft...; các bác sỹ, kỹ sư đầu ngành; và một số hoa hậu, người mẫu và người nổi tiếng khác (xem chi tiết tại phần Cựu học sinh nổi bật)

## Lịch sử
Trong thời gian Chiến tranh Việt Nam, Chính phủ Việt Nam Dân chủ Cộng Hòa đã giao cho Bộ Giáo dục trách nhiệm phải thành lập những trường đặc biệt dành cho các học sinh có năng khiếu về Toán học, nhằm chuẩn bị lực lượng nòng cốt cho nền khoa học sau này. Với tư cách của một viện giáo dục quốc gia, chuyên đào tạo đội ngũ các giảng viên và nhà nghiên cứu khoa học, trường Đại học Sư phạm Hà Nội được giao nhiệm vụ thành lập một trường như vậy.
Lớp toán đặc biệt đầu tiên trong số các lớp toán Bộ Giáo dục thành lập là tại Đại học Tổng hợp Hà Nội, tiền thân của Trường Trung học phổ thông chuyên Khoa học tự nhiên. Vào ngày 24 tháng 12 năm 1966, lớp Toán đặc biệt của Trường Đại học Sư phạm đã được mở cho ba mươi ba học sinh giỏi toán ở khu vực di tán tại huyện Phù Cừ, Tỉnh Hưng Yên. Lớp học đó chính là tiền thân của Trường Trung học phổ thông Chuyên Đại học Sư phạm Hà Nội ngày nay. Năm đó, Bộ Giáo dục tiến hành tuyển sinh tập trung và chia học sinh về một trong hai lớp toán đặc biệt tại hai trường đại học.
Một năm sau đó, Quyết định số 128/CP, ngày 14/8/1967 của Hội đồng Chính phủ, trên cơ sở chia tách Trường Đại học Sư phạm Hà Nội thành 03 trường: Đại học Sư phạm Hà Nội 1, Đại học Sư phạm Hà Nội 2 và Đại học Sư phạm Ngoại ngữ Hà Nội. Theo quyết định trên, Trường Đại học Sư pham Hà Nội 2 đảm nhiệm việc đào tạo giáo viên các môn khoa học tự nhiên, trong khi Trường Đại học Sư phạm Hà Nội 1 đảm nhiệm các môn khoa học xã hội. Vì thế, Khóa 2 trở đi của Lớp toán đặc biệt Đại học sư phạm được chuyển sang Đại học Sư phạm Hà Nội 2 theo Khoa Toán. Nhưng thời điểm đó, do cả Sư phạm Hà Nội 1 và 2 đều đóng tại Cầu Giấy, Hà Nội nên sự chia tách này không gây ra xáo trộn.
Ngày 11/10/1975, Bộ trưởng Bộ Giáo dục ra Quyết định số 872/QĐ về việc cải tổ xây dựng Trường Đại học Sư phạm Hà Nội 1 và Trường Đại học Sư phạm Hà Nội 2 để mỗi trường đều có các khoa đào tạo giáo viên cấp 3 xã hội và các khoa đào tạo giáo viên cấp 3 tự nhiên. Cũng theo quyết định này, Trường Đại học Sư phạm Hà Nội 2 chuyển lên Xuân Hoà, huyện Sóc Sơn, Vĩnh Phú (nay là Xuân Hòa, thành phố Phúc Yên, Vĩnh Phúc). Do việc di chuyển của Đại học Sư phạm 2 lên Vĩnh Phúc gây xáo trộn lớn cho các học sinh phổ thông thuộc Lớp Toán Đặc biệt, Lớp này được bàn giao lại cho Khoa Toán của Đại học Sư Phạm Hà Nội 1.
Quá trình phát triển của Trường Trung học phổ thông Chuyên Đại học Sư phạm Hà Nội có thể được chia làm sáu giai đoạn chính:
- Năm 1966, Trường được thành lập với tên gọi Lớp toán Đặc biệt thuộc Khoa Toán, Đại học Sư phạm Hà Nội.
- Năm 1967 đến 1975, Trường là Lớp toán Đặc biệt thuộc Khoa Toán, Đại học Sư phạm Hà Nội 2.
- Năm 1975 tới 1995, Trường là Lớp toán Đặc biệt thuộc Khoa Toán, Đại học Sư phạm Hà Nội.
- Năm 1995, Khối đổi tên thành: "Hệ Trung học phổ thông Chuyên Toán-Tin, Đại học Sư phạm Hà Nội", vẫn nằm dưới sự quản lý của Khoa Toán-Tin và mở thêm lớp chuyên tin học.
- Năm 2005, Hệ Trung học phổ thông Chuyên lấy tên chính thức: "Khối THPT Chuyên Đại học Sư Phạm Hà Nội", hoạt động với tư cách một khoa của Đại học Sư phạm Hà Nội và mở rộng lần hai với những lớp chuyên về văn học, vật lý, hóa học và sinh học.
- Năm 2009, Đơn vị này chính thức trở thành một đơn vị có tư cách pháp nhân riêng thuộc Đại học Sư phạm Hà Nội với tên gọi Trường Trung học phổ thông Chuyên, Đại học Sư phạm Hà Nội.[5].

Chuyên Sư phạm đã được Chính phủ trao tặng: Huân chương Lao động hạng ba, năm 1986; Huân chương Lao động hạng hai, năm 1996; Huân chương Lao động hạng nhất, năm 2001; Bằng khen của TW Đoàn TNCS Hồ Chí Minh, năm 2004; Bằng khen của Thủ tướng Chính phủ, năm 2005; Bằng khen của Bộ trưởng Bộ GD&ĐT về thành tích đào tạo học sinh giỏi, năm 2008; Bằng khen của TW Đoàn TNCS Hồ Chí Minh, năm 2011.

## Giáo dục

### Tuyển sinh
Trong giai đoạn từ ngày đầu thành lập đến thập niên 1980, Trường Trung học phổ thông Chuyên Đại học Sư phạm Hà Nội không trực tiếp đứng ra tuyển sinh; công việc này Bộ Giáo dục và Đào tạo đảm nhiệm. Trong giai đoạn đó, các học sinh có khả năng toán học đặc biệt xuất sắc (từ tỉnh Nam Định trở ra bắc) được địa phương giới thiệu lên Bộ Giáo dục và tham dự kì thi vào "trường chuyên của bộ". Những học sinh trúng tuyển sẽ được phân về một trong hai Trường: Khối Trung học phổ thông Chuyên Toán Đại học Sư phạm I và Khối THPT Chuyên Toán của Đại học Tổng hợp. Kể từ cuối thập niên 1980, với làn sóng xóa bỏ cơ chế bao cấp, Chuyên Sư phạm và Chuyên Tổng hợp tiến hành tuyển sinh độc lập.
Hiện nay, Trường Trung học phổ thông Chuyên Đại học Sư phạm Hà Nội, với tư cách là một trường chuyên trực thuộc đại học, là một trong số ít các trường Trung học phổ thông công lập của Việt Nam được tổ chức tuyến sinh trong cả nước. Hàng năm, kì thi tuyển sinh của Trường diễn vào khoảng tháng 6, thu hút hàng nghìn học sinh trên cả nước tham gia và có tính cạnh tranh cao.
Đợt thi diễn ra trong hai ngày (hoặc một ngày như kì thi tuyển sinh vào năm 2021 do ảnh hưởng của đại dịch COVID-19): Ngày thi thứ nhất (hay trong buổi sáng như năm 2021), thí sinh phải làm hai bài thi bắt buộc là Ngữ văn và Toán học (thường), ngày thứ hai (hay trong buổi chiều như năm 2021), thí sinh làm bài thi môn chuyên, trong số đó có các môn: toán học(chuyên), văn học, vật lý, hóa học, sinh học, Tiếng Anh (thí sinh dự thi chuyên tin làm bài thi toán với một đề riêng). Kì thi này nhằm đánh giá các kĩ năng cơ bản của thí sinh như: khả năng suy luận lô-gic, kĩ năng tính toán, kĩ năng đọc và viết, bên cạnh việc kiểm tra kiến thức chuyên sâu về lĩnh vực muốn theo học. Trong mỗi đợt thi này, số học sinh được tuyển vào mỗi lớp tối đa là 40 học sinh. Các học sinh đạt điểm cao trong kì thi tuyển sinh sẽ được nhận học bổng cho kì học đầu tiên tại Trường.

### Mô hình giáo dục
Học sinh của Trường được chia thành những lớp theo các môn học: Toán học (2 lớp: Toán 1 và Toán 2), Văn học, Vật lý, Hóa học, Sinh học, Tin học và Tiếng Anh (2 lớp: Anh1 và Anh 2) và 4 lớp cận chuyên. Học sinh sẽ được tăng cường môn chuyên với số tiết học lớn hơn chương trình học của học sinh bình thường. Bên cạnh các tiết học môn chuyên chính trên lớp, trong thời gian lớp 10 và 11, học sinh còn được tham dự các buổi học chuyên đề tăng cường kiến thức cho các môn chuyên mình theo học.
Bên cạnh chương trình học theo quy định của Bộ Giáo dục và Đào tạo, học sinh còn được tạo điều kiện đi thực tế hoặc tham gia các buổi hội thảo với những nhà nghiên cứu. Các học sinh đặc biệt xuất sắc sẽ được nhà trường giới thiệu để học tập riêng với các chuyên gia. Học sinh được khuyến khích tham gia các kì thi học sinh giỏi của Bộ Giáo dục cũng như các kì thi khác, trong nước và quốc tế.

### Giáo viên
Trong giai đoạn cuối thập niên 1980 trở về trước, giáo viên giảng dạy tại Khối Chuyên Toán của Đại học Sư phạm Hà Nội được Bộ Giáo dục tuyển chọn từ những nhà giáo, nhà khoa học uy tín và có kinh nghiệm giảng dạy lâu năm để phân công công tác. Từ đầu thập niên 1990, công việc này được nhà trường tự chủ.
Trong số các giáo viên biên chế chính thức của Trường, hiện có 7 tiến sĩ, 25 thạc sĩ. Nhiều người là các giảng viên đào tạo đội tuyển quốc gia, thành viên ban biên soạn chương trình sách giáo khoa trung học phổ thông, sách giáo khoa Trung học phổ thông chuyên, giáo trình các trường đại học cũng như các đề thi đại học và tốt nghiệp Trung học phổ thông. Nhiều giảng viên các trường đại học, các chuyên gia tại các viện nghiên cứu cũng tham gia giảng dạy tại Trường.

## Cơ sở vật chất
Khu nhà chính của Trường hiện giờ gồm 24 lớp học và một phòng đa phương tiện. Để có thể tạo cho học sinh điều kiện thuận lợi để học tập, toàn khu nhà đã được phủ sóng mạng không dây.

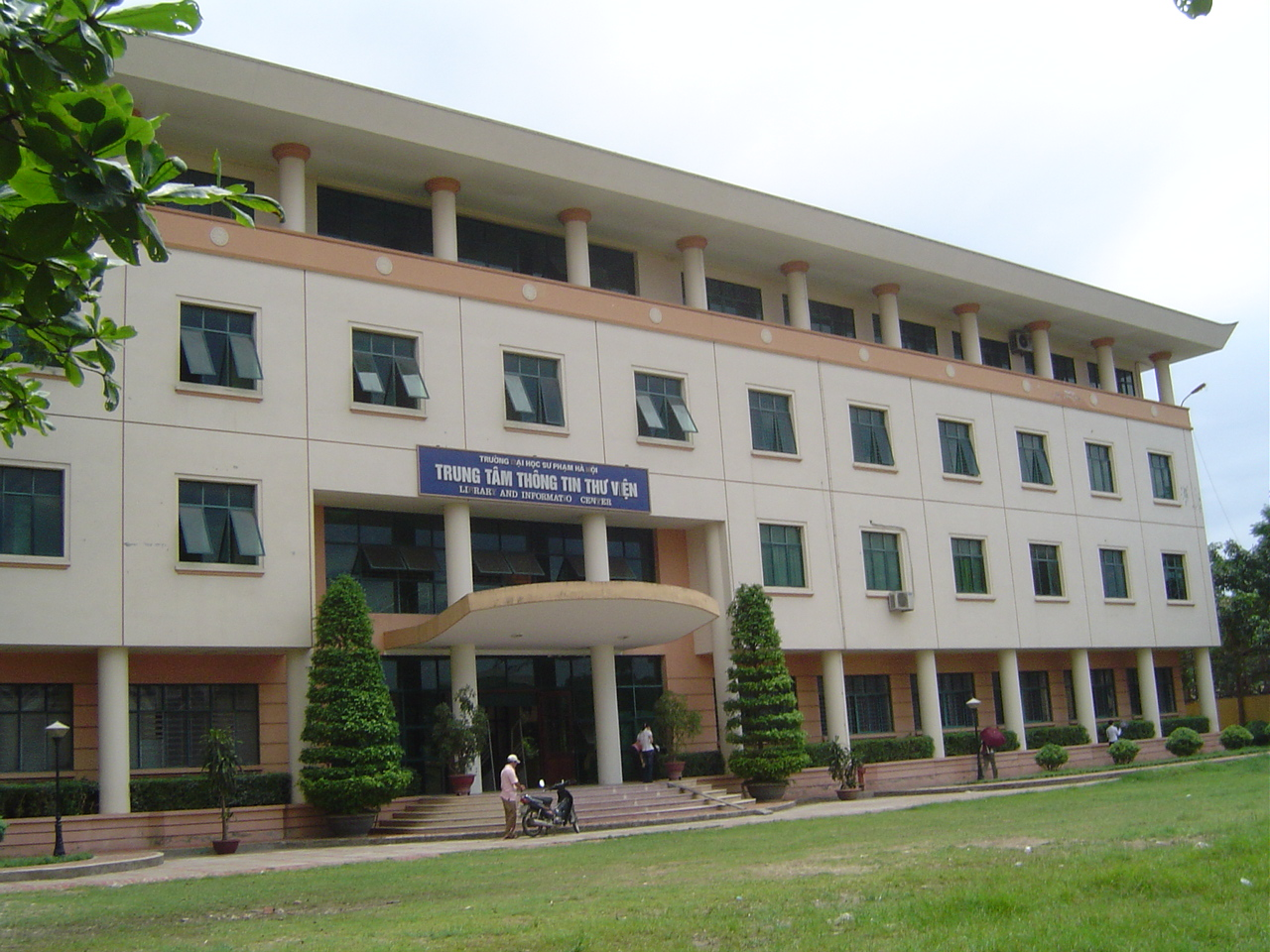
Thư viện của Đại học Sư phạm Hà Nội

Học sinh của Trường Chuyên được sử dụng thư viện của Đại học Sư phạm cho mục tiêu học tập và nghiên cứu. Được xây dựng vào năm 2001, thư viện có diện tích hơn 6000 m², với hơn 31 phòng, được trang bị những thiết bị hiện đại, có khả năng đáp ứng được như cầu tham khảo và nghiên cứu của giáo viên và học sinh. Học sinh và giáo viên của Trường có thế truy cập vào kho tài liệu phong phú gồm sách, báo, tạp chí, các băng đĩa tiếng và hình, tài nguyên Internet v.v. Đặc biệt, học sinh có thể sử dụng hệ thống điện tử để tra cứu và mượn sách trực tuyến.
Có hai phòng tin học để học sinh có thể thực hành môn tin học và sử dụng để nghiên cứu, tham khảo hoặc giải trí. Các máy tính đều được kết nối Internet. Tuy thế, hiện nay Chuyên Sư phạm vẫn chưa có phòng thí nghiệm riêng cho các thí nghiệm vật lý, hóa học và sinh học nên học sinh của Trường phải sử dụng các phòng thí nghiệm của trường đại học.
Những học sinh sống xa nhà được Trường bố trí ở phòng ký túc xá với mức giá hợp lý. Xung quanh khu vực ký túc xá có các điểm truy cập Internet, căng-tin, cửa hàng tạp hóa và đặc biệt là ở gần thư viện, giúp học sinh thuận tiện hơn trong quá trình sinh hoạt và học tập.
Hiện tại, học sinh sử dụng sân vận động của trường Đại học Sư phạm Hà Nội để luyện tập cũng như tổ chức các giải thi đấu thể thao.

## Thành tích

### Tuyển sinh vào đại học

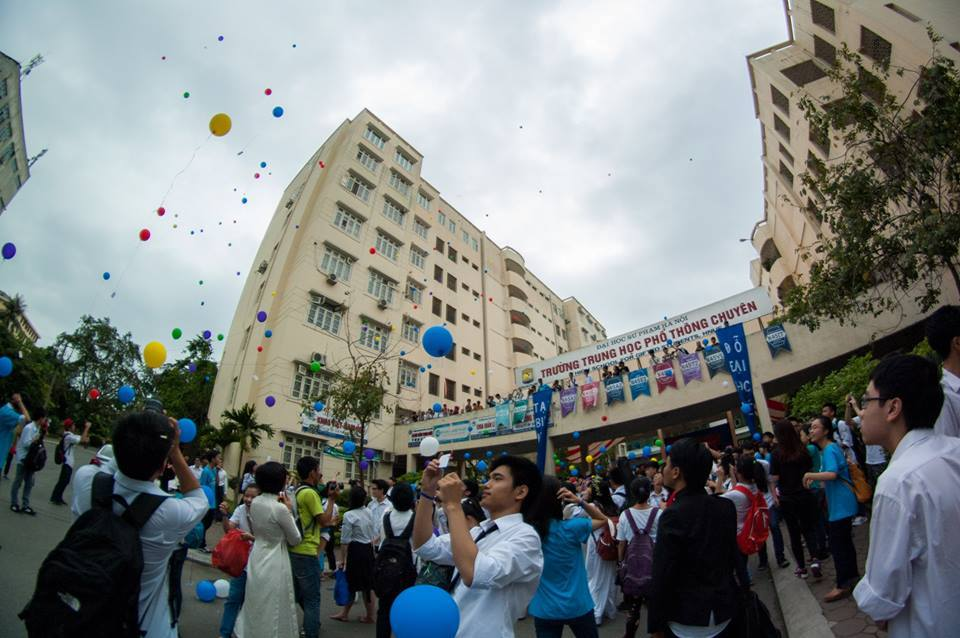
Lễ bế giảng Trường THPT Chuyên Đại học Sư phạm Hà Nội tháng 5/2014

Hàng năm, 100% học sinh của Chuyên Sư phạm qua kì thi đại học và được nhận vào những trường đại học uy tín của Việt Nam. Điểm trung bình của học sinh Trường luôn đứng trong top đầu trong các trường Trung học phổ thông ở Việt Nam với nhiều thủ khoa. Nhiều học sinh của Trường cũng dẫn đầu tại các trường đại học.
Sau khi ra trường, rất nhiều học sinh của Trường tiếp tục học tập tại các trường đại học nước ngoài. Một số lượng đáng kể các cựu học sinh đang học tập tại các đại học đẳng cấp thế giới như Đại học Brown, Học viện Kinh tế - Chính trị London, Đại học Stanford, Đại học Cambridge, Đại học California tại Berkeley, Imperial College London, Đại học Bách khoa Paris, École normale supérieure, Đại học Quốc gia Moskva, Đại học Tokyo, Đại học Quốc gia Singapore, Đại học Quốc gia Úc, v.v. Một số học sinh của Trường còn dẫn đầu tại các trường đại học này.

### Kì thi học sinh giỏi quốc gia
Là một trường chuyên cấp quốc gia, các đội tuyển của Chuyên Sư phạm được tham dự trực tiếp kì thi học sinh giỏi quốc gia, mà không phải tham gia các kì thi cấp tỉnh và thành phố. Kể từ ngày thành lập, Trường Trung học phổ thông chuyên Đại học Sư Phạm Hà Nội luôn nằm trong nhóm những trường chuyên có thành tích thi Học sinh giỏi quốc gia có thành tích cao nhất của cả nước với khoảng 500 giải.

### Olympic khoa học quốc tế và khu vực
Hơn 80 học sinh của Chuyên Sư phạm đã giành huy chương trong các kì thi Olympic quốc tế như Olympic Toán Quốc tế (IMO), Olympic Tin học Quốc tế (IOI), Olympic Vật lý Quốc tế (IPhO), Olympic Sinh học Quốc tế (IBO) và Olympic khu vực như Olympic Toán học châu Á Thái Bình Dương (APMO),  Olympic Vật lý châu Á (APhO). Một số đã đạt được những kỉ lục như: Vũ Ngọc Minh hai lần đoạt huy chương vàng IMO (lần thứ 42 và 43); Đinh Tiến Cường đạt điểm tuyệt đối 42/42 trong IMO lần thứ 30; 14 năm sau, Nguyễn Trọng Cảnh lặp lại kỉ lục này; Nguyễn Quang Nam hai lần đoạt huy chương bạc APho và hai lần đoạt huy chương bạc IPhO.
| Thành tích tại Olympic Toán học Quốc tế[26] | Thành tích tại Olympic Toán học Quốc tế[26] | Thành tích tại Olympic Toán học Quốc tế[26] | Thành tích tại Olympic Toán học Quốc tế[26] | Thành tích tại Olympic Toán học Quốc tế[26] | Thành tích tại Olympic Toán học Quốc tế[26] |
| Năm                                         | Kỳ thi                                      | Địa điểm tổ chức (quốc gia)                 | Họ tên thí sinh                             | Giải thưởng                                 |                                             |
| ------------------------------------------- | ------------------------------------------- | ------------------------------------------- | ------------------------------------------- | ------------------------------------------- | ------------------------------------------- |
| 1974                                        | IMO 16                                      | Cộng hòa Dân chủ Đức                        | Vũ Đình Hòa                                 | HCB                                         |                                             |
| 1974                                        | IMO 16                                      | Cộng hòa Dân chủ Đức                        | Tạ Hồng Quảng                               | HCĐ                                         |                                             |
| 1976                                        | IMO 18                                      | Áo                                          | Lê Ngọc Minh                                | HCĐ                                         |                                             |
| 1978                                        | IMO 20                                      | Rumani                                      | Vũ Kim Tuấn                                 | HCB                                         |                                             |
| 1978                                        | IMO 20                                      | Rumani                                      | Nguyễn Thanh Tùng                           | HCB                                         |                                             |
| 1978                                        | IMO 20                                      | Rumani                                      | Đỗ Đức Thái                                 | HCĐ                                         |                                             |
| 1979                                        | IMO 21                                      | Vương quốc Liên hiệp Anh và Bắc Ireland     | Bùi Tá Long                                 | HCB                                         |                                             |
| 1983                                        | IMO 24                                      | Pháp                                        | Trần Tuấn Hiệp                              | HCB                                         |                                             |
| 1983                                        | IMO 24                                      | Pháp                                        | Phạm Thanh Phương                           | HCĐ                                         |                                             |
| 1984                                        | IMO 25                                      | Cộng hòa Séc và Slovakia                    | Đỗ Quang Đại                                | HCB                                         |                                             |
| 1986                                        | IMO 27                                      | Ba Lan                                      | Hà Anh Vũ                                   | HCV                                         |                                             |
| 1986                                        | IMO 27                                      | Ba Lan                                      | Nguyễn Phương Tuấn                          | HCB                                         |                                             |
| 1987                                        | IMO 28                                      | Cuba                                        | Trần Trọng Hùng                             | HCB                                         |                                             |
| 1988                                        | IMO 29                                      | Đức                                         | Trần Trọng Hùng                             | HCB                                         |                                             |
| 1989                                        | IMO 30                                      | Đức                                         | Đinh Tiến Cường                             | HCV                                         |                                             |
| 1990                                        | IMO 31                                      | Trung Quốc                                  | Nguyễn Tường Lâm                            | HCĐ                                         |                                             |
| 1991                                        | IMO 32                                      | Thụy Điển                                   | Nguyễn Việt Anh                             | HCB                                         |                                             |
| 1992                                        | IMO 33                                      | Nga                                         | Nguyễn Hữu Cường                            | HCĐ                                         |                                             |
| 1993                                        | IMO 34                                      | Thổ Nhĩ Kỳ                                  | Phạm Hồng Kiên                              | HCB                                         |                                             |
| 1993                                        | IMO 34                                      | Thổ Nhĩ Kỳ                                  | Pham Chung Thủy                             | HCĐ                                         |                                             |
| 1994                                        | IMO 35                                      | Hồng Kông                                   | Nguyễn Duy Lân                              | HCB                                         |                                             |
| 1995                                        | IMO 36                                      | Canada                                      | Nguyễn Thế Phương                           | HCB                                         |                                             |
| 1998                                        | IMO 39                                      | Đài Loan                                    | Vũ Việt Anh                                 | HCV                                         |                                             |
| 1998                                        | IMO 39                                      | Đài Loan                                    | Lê Thái Hoàng                               | HCĐ                                         |                                             |
| 1999                                        | IMO 40                                      | România                                     | Lê Thái Hoàng                               | HCV                                         |                                             |
| 2001                                        | IMO 42                                      | Hoa Kỳ                                      | Vũ Ngọc Minh                                | HCV                                         |                                             |
| 2001                                        | IMO 42                                      | Hoa Kỳ                                      | Trần Khánh Toàn                             | HCB                                         |                                             |
| 2002                                        | IMO 43                                      | Vương quốc Liên hiệp Anh và Bắc Ireland     | Vũ Ngọc Minh                                | HCV                                         |                                             |
| 2002                                        | IMO 43                                      | Vương quốc Liên hiệp Anh và Bắc Ireland     | Phạm Gia Vĩnh Anh                           | HCV                                         |                                             |
| 2003                                        | IMO 44                                      | Nhật Bản                                    | Nguyễn Trọng Cảnh                           | HCV                                         |                                             |
| 2004                                        | IMO 45                                      | Hy Lạp                                      | Nguyễn Kim Sơn                              | HCV                                         |                                             |
| 2004                                        | IMO 45                                      | Hy Lạp                                      | Nguyễn Đức Thịnh                            | HCB                                         |                                             |
| 2004                                        | IMO 45                                      | Hy Lạp                                      | Hứa Khắc Nam                                | HCB                                         |                                             |
| 2005                                        | IMO 46                                      | México                                      | Nguyễn Nguyên Hùng                          | HCĐ                                         |                                             |
| 2008                                        | IMO 49                                      | Tây Ban Nha                                 | Nguyễn Phạm Đạt                             | HCB                                         |                                             |
| 2012                                        | IMO 53                                      | Argentina                                   | Đậu Hải Đăng                                | HCV                                         |                                             |
| 2012                                        | IMO 53                                      | Argentina                                   | Nguyễn Tạ Duy                               | HCB                                         |                                             |
| 2012                                        | IMO 53                                      | Argentina                                   | Nguyễn Phương Minh                          | HCB                                         |                                             |
| 2023                                        | IMO 64                                      | Nhật Bản                                    | Hoàng Tuấn Dũng                             | HCB                                         |                                             |
| Thành tích tại Olympic Toán học châu Á Thái Bình Dương[27] | Thành tích tại Olympic Toán học châu Á Thái Bình Dương[27] | Thành tích tại Olympic Toán học châu Á Thái Bình Dương[27] | Thành tích tại Olympic Toán học châu Á Thái Bình Dương[27] | Thành tích tại Olympic Toán học châu Á Thái Bình Dương[27] | Thành tích tại Olympic Toán học châu Á Thái Bình Dương[27] |
| Năm                                                        | Kỳ thi                                                     | Địa điểm tổ chức (quốc gia)                                | Họ tên thí sinh                                            | Giải thưởng                                                |                                                            |
| ---------------------------------------------------------- | ---------------------------------------------------------- | ---------------------------------------------------------- | ---------------------------------------------------------- | ---------------------------------------------------------- | ---------------------------------------------------------- |
| 1998                                                       | APMO 10                                                    | ?                                                          | Vũ Việt Anh                                                | HCĐ                                                        |                                                            |
| 1999                                                       | APMO 11                                                    | ?                                                          | Lê Thái Hoàng                                              | HCV                                                        |                                                            |
| 2001                                                       | APMO 13                                                    | ?                                                          | Lưu Tiến Đức                                               | HCV                                                        |                                                            |
| 2002                                                       | APMO 14                                                    | ?                                                          | Vũ Hoàng Hiệp                                              | HCV                                                        |                                                            |
| Thành tích tại Olympic Tin học Quốc tế và Châu Á-Thái Bình Dương | Thành tích tại Olympic Tin học Quốc tế và Châu Á-Thái Bình Dương | Thành tích tại Olympic Tin học Quốc tế và Châu Á-Thái Bình Dương | Thành tích tại Olympic Tin học Quốc tế và Châu Á-Thái Bình Dương | Thành tích tại Olympic Tin học Quốc tế và Châu Á-Thái Bình Dương | Thành tích tại Olympic Tin học Quốc tế và Châu Á-Thái Bình Dương |
| Năm                                                              | Kỳ thi                                                           | Địa điểm tổ chức (quốc gia)                                      | Họ tên thí sinh                                                  | Giải thưởng                                                      |                                                                  |
| ---------------------------------------------------------------- | ---------------------------------------------------------------- | ---------------------------------------------------------------- | ---------------------------------------------------------------- | ---------------------------------------------------------------- | ---------------------------------------------------------------- |
| 1999                                                             | IOI 12                                                           | Thổ Nhĩ Kỳ                                                       | Nguyễn Hồng Sơn                                                  | HCB                                                              |                                                                  |
| 2001                                                             | IOI 14                                                           | Phần Lan                                                         | Trần Quang Khải                                                  | HCB                                                              |                                                                  |
| 2002                                                             | IOI 15                                                           | Hàn Quốc                                                         | Trần Quang Khải                                                  | HCV                                                              |                                                                  |
| 2007                                                             | IOI 20                                                           | Croatia                                                          | Phạm Nam Long*                                                   | HCĐ                                                              |                                                                  |
| 2011                                                             | IOI 23                                                           | Thái Lan                                                         | Nguyễn Hoàng Yến                                                 | HCĐ                                                              |                                                                  |
| 2012                                                             | IOI 24                                                           | Italy                                                            | Nguyễn Việt Dũng                                                 | HCB                                                              |                                                                  |
| 2013                                                             | APIO                                                             | Singapore                                                        | Phạm Thái Sơn                                                    | HCĐ                                                              |                                                                  |
| 2014                                                             | IOI 26                                                           | Đài Loan                                                         | Nguyễn Quang Dũng                                                | HCB                                                              |                                                                  |
| 2015                                                             | APIO                                                             | Indonesia                                                        | Vũ Phúc Hoàng                                                    | HCĐ                                                              |                                                                  |
| 2016                                                             | IOI 28                                                           | Nga                                                              | Lê Quang Tuấn                                                    | HCĐ                                                              |                                                                  |
| 2016                                                             | APIO                                                             | Hàn Quốc                                                         | Lê Quang Tuấn                                                    | HCB                                                              |                                                                  |
| 2017                                                             | IOI 29                                                           | Iran                                                             | Lê Quang Tuấn                                                    | HCV                                                              |                                                                  |
| 2020                                                             | IOI 32                                                           | Từ xa                                                            | Trần Quang Thành                                                 | HCB                                                              |                                                                  |
| 2020                                                             | APIO                                                             | Indonesia                                                        | Trần Quang Thành                                                 | HCB                                                              |                                                                  |
| 2022                                                             | APIO                                                             | Ai Cập                                                           | Trần Khôi Nguyên                                                 | HCB                                                              |                                                                  |
| - Đội tuyển của Vương quốc Liên hiệp Anh và Bắc Ireland          |                                                                  |                                                                  |                                                                  |                                                                  |                                                                  |
| Thành tích tại Olympic Sinh học Quốc tế | Thành tích tại Olympic Sinh học Quốc tế | Thành tích tại Olympic Sinh học Quốc tế | Thành tích tại Olympic Sinh học Quốc tế | Thành tích tại Olympic Sinh học Quốc tế | Thành tích tại Olympic Sinh học Quốc tế |
| Năm                                     | Kỳ thi                                  | Địa điểm tổ chức (quốc gia)             | Họ tên thí sinh                         | Giải thưởng                             |                                         |
| --------------------------------------- | --------------------------------------- | --------------------------------------- | --------------------------------------- | --------------------------------------- | --------------------------------------- |
| 2010                                    | IBO 21                                  | Hàn Quốc                                | Vũ Thị Ngọc Oanh                        | HCĐ                                     |                                         |
| 2011                                    | IBO 22                                  | Đài Loan                                | Nguyễn Trung Kiên                       | HCĐ                                     |                                         |
| 2012                                    | IBO 23                                  | Singapore                               | Nguyễn Thị Ngọc Hồng                    | HCĐ                                     |                                         |
| 2013                                    | IBO 24                                  | Thụy Sĩ                                 | Nguyễn Thị Phương Diệp                  | HCĐ                                     |                                         |
| Thành tích tại Olympic Vật Lý Châu Á - Thái Bình Dương và Olympic Vật Lý Quốc tế[28] | Thành tích tại Olympic Vật Lý Châu Á - Thái Bình Dương và Olympic Vật Lý Quốc tế[28] | Thành tích tại Olympic Vật Lý Châu Á - Thái Bình Dương và Olympic Vật Lý Quốc tế[28] | Thành tích tại Olympic Vật Lý Châu Á - Thái Bình Dương và Olympic Vật Lý Quốc tế[28] | Thành tích tại Olympic Vật Lý Châu Á - Thái Bình Dương và Olympic Vật Lý Quốc tế[28] | Thành tích tại Olympic Vật Lý Châu Á - Thái Bình Dương và Olympic Vật Lý Quốc tế[28] |
| Năm                                                                                  | Kỳ thi                                                                               | Địa điểm tổ chức (quốc gia)                                                          | Họ tên thí sinh                                                                      | Giải thưởng                                                                          |                                                                                      |
| ------------------------------------------------------------------------------------ | ------------------------------------------------------------------------------------ | ------------------------------------------------------------------------------------ | ------------------------------------------------------------------------------------ | ------------------------------------------------------------------------------------ | ------------------------------------------------------------------------------------ |
| 2011                                                                                 | APhO 12                                                                              | Israel                                                                               | Phạm Thành Trung                                                                     | Bằng khen                                                                            |                                                                                      |
| 2015                                                                                 | APhO 16                                                                              | Trung Quốc                                                                           | Nguyễn Quang Nam                                                                     | HCB                                                                                  |                                                                                      |
| 2015                                                                                 | IPhO 46                                                                              | Ấn Độ                                                                                | Nguyễn Quang Nam                                                                     | HCB                                                                                  |                                                                                      |
| 2016                                                                                 | APhO 17                                                                              | Hongkong                                                                             | Nguyễn Quang Nam                                                                     | HCB                                                                                  |                                                                                      |
| 2016                                                                                 | IPhO 47                                                                              | Thụy Sĩ, Liechtenstein                                                               | Nguyễn Quang Nam                                                                     | HCB                                                                                  |                                                                                      |
| 2018                                                                                 | APhO 19                                                                              | Việt Nam                                                                             | Nguyễn Văn Duy                                                                       | HCB                                                                                  |                                                                                      |
| 2020                                                                                 | IPhO 52                                                                              | Không tập trung                                                                      | Nguyễn Khắc Hải Long                                                                 | HCB                                                                                  |                                                                                      |

## Cựu học sinh nổi bật
Trong hơn 55 năm, Trường Trung học phổ thông Chuyên Đại học Sư phạm Hà Nội đã đào tạo hơn 7000 học sinh. Trong đó, hơn 500 người đạt học vị tiến sĩ và hàng nghìn người có học vị thạc sĩ. Nhiều người cũng là những doanh nhân thành đạt, y bác sĩ, kĩ sư công nghệ thông tin, chính trị gia.... nổi tiếng.

### Hội Cựu học sinh Chuyên Sư Phạm
Hội Cựu học sinh Chuyên Sư phạm là một tổ chức hội hoạt động nhằm gắn kết cộng đồng cựu học sinh của trường, hỗ trợ các cựu học sinh trong học tập, công việc và hỗ trợ nhà trường. Hoạt động thường xuyên của hội là chương trình CSP Càfe hàng tháng và CSP Càfe theo chủ đề, nơi các cựu học sinh mở rộng quan hệ (networking) trong từng lĩnh vực. Ngoài ra, hội cũng hỗ trợ chia sẻ thông tin liên quan tới cơ hội việc làm, thực tập, học tập, du học.
Chủ tịch danh dự của hội hiện nay là GS.TSKH. Hồ Tú Bảo, khóa 1, Giám đốc phòng thí nghiệm về trí tuệ nhân tạo tại Viện Khoa học và Công nghệ Tiên tiến Nhật Bản (JAIST).

### Các cựu học sinh tiêu biểu

#### Chính trị
- Đoàn Xuân Hưng - Nguyên Thứ trưởng Bộ Ngoại giao Việt Nam, Đại sứ Đặc mệnh Toàn quyền của Việt Nam tại Nhật Bản và Liên Bang Đức.
- Nguyễn Huy Dũng - Chủ tịch UBND tỉnh Thái Nguyên, nguyên Thứ trưởng Bộ Thông tin và Truyền thông[29], nguyên Phó Chủ tịch Hội Liên hiệp Thanh niên Việt Nam.
- Lê Quốc Thịnh - Nguyên Phó Chủ nhiệm Ủy ban Nhà nước về người Việt Nam ở nước ngoài (Tổng cục phó), Nguyên Tổng Lãnh sự Việt Nam tại Osaka, Nhật Bản.
- Nguyễn Hội Nghĩa - Cố Phó Giám đốc Đại học Quốc gia Thành phố Hồ Chí Minh (Thứ trưởng), thành viên tổ giáo viên sáng lập Trường Phổ thông Năng khiếu, Đại học Quốc gia Thành phố Hồ Chí Minh
- Lương Văn Cầu - Phó Chủ tịch Ủy ban nhân dân tỉnh Hải Dương nhiệm kỳ 2015-2021
- Phan Văn Lân - Giám đốc Sở Giáo dục và Đào tạo tỉnh Phú Thọ.
- Nguyễn Đình Công - Phó Chủ tịch Viện Hàn lâm Khoa học và Công nghệ Việt Nam (Thứ trưởng), nguyên Viện phó Viện Toán học Việt Nam.

#### Khoa học
- Đinh Tiến Cường - Giáo sư Provost's Chair Toán học, Đại học Quốc gia Singapore, nguyên Giáo sư Đại học Sorbonne, Pháp, Thành viên Hội đồng Khoa học Viện toán Cao cấp Việt Nam.
- Nguyễn Lân Việt - Giáo sư Y học, Nguyên Hiệu trưởng Đại học Y Hà Nội, Chủ tịch Hội Tim mạch Việt Nam, Viện phó Viện Tim mạch Việt Nam.
- Hồ Tú Bảo - Giáo sư, Tiến sỹ Khoa học Máy tính, Giám đốc Phòng thí nghiệm Phương pháp luận Sáng tạo Tri thức, Viện khoa học và Công nghệ Tiên tiến Nhật Bản (JAIST), Thành viên Hội đồng Khoa học Viện toán Cao cấp Việt Nam
- Đỗ Đức Thái - Giáo sư Toán học, Trưởng khoa Toán, Đại học Sư phạm Hà Nội, Thành viên Hội đồng Khoa học Viện toán Cao cấp Việt Nam.[30]
- Vũ Kim Tuấn - Ghế Giáo sư Toán học đặc biệt (Distinguished Chair) Đại học West Georgia, Hoa Kỳ.[31]
- Nguyễn Tự Cường - Giáo sư, Tiến sĩ Khoa học Toán học, Viện Toán học Việt Nam, Giải thưởng Hồ Chí Minh đợt V.
- Nguyễn Đông Yên - Giáo sư, Tiến sĩ Khoa học Toán học, Giải thưởng Tạ Quang Bửu 2015.
- Phạm Đức Chính -  Giáo sư, Tiến sĩ Khoa học Cơ học, Giải thưởng Tạ Quang Bửu 2019.
- Phan Dương Hiệu - Giáo sư Toán học mật mã, Viện Bách khoa Paris
- Hà Anh Vũ - Honeywell International Center, Hoa Kỳ.
- Nguyễn Hồng Thái - Giáo sư tại Viện Toán của Đại học Szczecin, Ba Lan.
- Lê Thái Hoàng - Giáo sư Trợ lý Toán học tại Đại học Mississippi, Hoa Kỳ.
- Mai Anh Tiến - Giáo sư Trợ lý Hệ thống thông tin, Đại học Quản lý Singapore.
- Vũ Thành Long - Nhà nghiên cứu, Viện Công nghệ Massachusetts (MIT) [32]
- Vũ Hoàng Ngân - Phó Giáo sư, Phó khoa Kinh tế và Quản lý Nguồn nhân lực, Đại học Kinh tế Quốc Dân.
- Trần Công Minh - Nghiên cứu sau  tiến sỹ và Tiến sỹ Kỹ thuật Y Sinh tại Đại học Oxford, Forbes 30 Under 30 năm 2022.
- Nguyễn Quang Diệu - Giáo sư Toán học, giáo sư trẻ nhất Việt Nam năm 2011, Trưởng bộ môn tại Đại học Sư phạm Hà Nội[33]

#### Kinh doanh
- Lưu Anh Tuấn - Giám đốc Tài chính (CFO), Tập đoàn Bảo hiểm Dai-ichi Life Việt Nam.
- Lê Đình Long - Giám đốc Phát triển Trung tâm Doanh nghiệp Xã hội Spark, Nguyên Tổng giám đốc Ngân hàng Quốc tế Việt Nam (VIB), Nguyên Tổng giám đốc Hong Leong Bank Vietnam.[34]
- Nguyễn Tử Quảng - Sáng lập và Tổng Giám đốc Tập đoàn công nghệ Bkav.[35]
- Nguyễn Hoàng Long - Phó Tổng giám đốc Viettel Post.
- Đỗ Văn Minh - Tổng giám đốc Công ty cổ phần Gemandept (HOSE: GMD)
- Trần Công Tước - Nguyên Giám đốc Điều hành và Thành viên ban Tổng Giám Đốc, Tổng công ty Bia - Rượu - Nước giải khát Sài Gòn (Sabeco)
- Nguyễn Tất Đắc - Nhà đồng sáng lập và Tổng giám đốc chuỗi bán lẻ ShopDunk, Đồng sáng lập JupViec.vn
- Đào Trọng Khoa - Phó Chủ tịch Hiệp hội Logistics Việt Nam.
- Đỗ Tuấn Anh - Phó Tổng giám đốc Công ty Bảo hiểm MB Aegis Life
- Nguyễn Kim Cương  - Phó Tổng giám đốc Tổng Công ty Công nghệ & Giải pháp CMC
- Hà Thanh Tú - Giám đốc Hoạt động Kinh doanh mới trong Thị trường Vốn khu vực Đông Nam Á, McKinsey & Company.
- Nguyễn Thành Nhân - Giám đốc Dữ liệu kiêm Phó Giám đốc Công nghệ, Tập đoàn FPT.[36]
- Đinh Trung Hiếu - Nguyên Giám đốc Trade Marketing Văn phòng Đông Nam Á, Tập đoàn Anheuser-Busch InBev.[37]
- Phạm Nam Long - Nhà sáng lập và Tổng giám đốc, công ty ABIVIN.[38]
- Nguyễn Đăng Hiếu - Tổng giám đốc Adlex.
- Trần Trung Hiếu - Nhà sáng lập và Tổng giám đốc TopCV, Forbes 30 Under 30 2022.
- Nguyễn Quang Kỷ - Nhà đồng sáng lập Rikkeisoft.

#### Khác
- Doãn Minh Cường (khóa 1) - Cựu Trưởng Khối (tương đương Hiệu trưởng) Trung học phổ thông Chuyên, Đại học Sư phạm Hà Nội.
- Lưu Đào Dũng Trí - Giải ba chung kết Đường lên đỉnh Olympia năm thứ 20
- Lương Ý Như - Giải phụ "Người đẹp Thân thiện" và Top 10 tại Cuộc thi Hoa hậu Hoàn vũ Việt Nam 2019, beauty blogger.
- Nông Thúy Hằng - Hoa hậu các Dân tộc Việt Nam 2022, đại diện Việt Nam dự thi Hoa hậu Trái Đất 2023.
- Lương Kỳ Duyên - Hoa hậu Du lịch Việt Nam 2022